# Lucy Garrido
María de la Luz Garrido Revelles (Montevideo, 16 de marzo de 1955), conocida popularmente como Lucy Garrido, es una periodista y publicista feminista uruguaya. Es una de las coordinadoras de la Articulación Feminista Marcosur (AFM), que reúne agrupaciones y activistas feministas de América Latina y el Caribe, de Cotidiano Mujer, e integrante de la Intersocial Feminista de Uruguay.

## Trayectoria
En 1989, como integrante de Cotidiano Mujer que a su vez era parte de la Coordinación de Mujeres, Garrido se manifestó públicamente a favor de que el movimiento feminista apoyara el voto verde en el Referéndum sobre la Ley de Caducidad de la Pretensión Punitiva del Estado del mismo año. En las páginas del suplemento «La república de las mujeres» del diario La República, argumentóː
Resulta que todas nos indignamos cuando una mujer es golpeada por su marido, cuando una mujer es violada por una patota, por el muchacho de acá a la vuelta o por su mismo esposo; en estos casos todas denunciamos y exigimos que la justicia actúe y los castigue. ¿Es que no lo exigiremos cuando el violador es un teniente, un coronel o un soldado raso? ¿Es que la palabra «feminista» sirve para que nos parapetemos detrás de ella e ingenuamente terminemos haciéndoles el juego a los despolitizadores? […] es imprescindible que el movimiento de mujeres, desde un espacio autónomo, no esté aislado del resto de los movimientos sociales y que asuma que si «lo personal es político» […] también «lo político es político».
Es editora de la revista Cotidiano Mujer, en la que también ha escrito numerosos artículos en defensa de los derechos sexuales y reproductivos de las mujeres, en general, y a favor de la legalización del aborto en Uruguay y la región, en particular. Ha sido integrante del Consejo Asesor del semanario Brecha y es la coordinadora regional de la revista digital Bravas de la AFM, «(...) que busca transmitir una visión del mundo que combine periodismo y enfoque feminista».
Como publicista, ha creado diversas campañas de comunicación social a nivel regional en favor de los derechos humanos, entre las que se destacan «Sin las mujeres, los derechos no son humanos» para CLADEM, «Mujeres y hombres: ni más ni menos» para el Plan de Equidad de la Intendencia de Montevideo y «Tu Boca, Fundamental contra los Fundamentalismos» para AFM. Asimismo, fue Coordinadora de Comunicación para Latinoamérica y el Caribe del proceso del Foro y la lV Conferencia sobre la Mujer de Naciones Unidas, Beijing 95.
Ha realizado consultorías para UNIFEM, Cepal, PNUD, Unicef, IIDH, CLADEM.

### Publicaciones
Algunas de sus publicaciones sonː
- Garrido, L. (2025) El hexagrama de la continuidad (II Parte). 50 años de feminismo en España  «El hexagrama de la continuidad (II Parte)», Cuestiones de Género: de la igualdad y la diferencia, (20), pp. 165–177. doi: 10.18002/cg.i20.9225. Seminario Interdisciplinar de Estudios de las Mujeres de la Universidad de León[8]
- Articulación Feminista Marcosur. (2016). Fondo autónomo regional para la igualdad de género. Cotidiano Mujer.
- Garrido, L. (Ed.). (2008). Redes feministas de Latinoamérica y El Caribe y el sistema de cooperación español: Los derechos de las mujeres y los instrumentos de la ayuda al desarrollo. AECID : Inmujeres.
- Garrido, L. (2010). Comunicación y equidad de género. En Violencia de género: Deudas pendientes para su erradicación: VIII curso para graduados 2009. Universidad de la República. Facultad de Derecho.
- Garrido, L. (2018). Prólogo. En Notas para la memoria feminista: Uruguay 1983-1995. Cotidiano Mujer.
- Garrido, L., Molina, N., & Ortiz, M. (Eds.). (1996). Plataforma Beijing 95: Un instrumento de acción para las mujeres. Isis Internacional.[9]